# Baser under indlandsisen
Dette er en liste over baser under indlandsisen Nær Thule Air Base i Nordvest Grønland var der flere stationer helt tilbage til 2. verdenskrig. Det var meteorologiske stationer, men nogle af dem skulle også undersøge muligheden for baser under indlandsisen.
- Site I Radarstation, nedlagt.
- Site II Radarstation, nedlagt.
- Camp Fistclench Nedlagt.
- Camp Century Nedlagt 1966.
- Camp Tuto Nedlagt 1965.
- Thule Air Base (TAB) Bluie West Six
- P-Mountain Nedlagt 1985.
- Cape Atholl Loran A station, nedlagt 1975.

I forbindelse med Operation Iceworm blev man klar over, at baser under indlandsisen ikke var praktisk muligt.